# Mila międzynarodowa
Mila międzynarodowa, znana również jako mila angielska (ang. international mile, synonimy land mile, statute mile) – pozaukładowa jednostka odległości ustalona w 1959 na mocy International Yard and Pound Agreement, licząca 1609,344 metra, stosowana w Wielkiej Brytanii i Stanach Zjednoczonych. Bywa używana do pomiarów odległości w lekkoatletyce i wyścigach konnych, w zawodach motoryzacyjnych i kolarskich, a także w transporcie i handlu międzynarodowym.
1 mila międzynarodowa (1 mila angielska) = 1760 jardów = 5280 stóp = 1609,344 metra